# داريوس سونجيلا
داريوس سونجيلا (بالليتوانية: Darius Songaila)‏ مواليد 14 فبراير 1978 في ماريامبوله، الجمهورية الليتوانية السوفيتية الاشتراكية، الاتحاد السوفيتي، هو لاعب كرة سلة ليتواني سابق بدأ مسيرته الاحترافية في سنة 2002. يبلغ طوله 6 قدم 9 بوصة (2.1 م). مثّل منتخب بلاده. شارك في مسابقة كرة السلة في الألعاب الأولمبية الصيفية. اعتزل اللعب في 2015.

## فرق لعب لها
- نادي سسكا موسكو لكرة السلة
- سكرامنتو كينغز
- شيكاغو بولز
- واشنطن ويزاردز
- نيو أورلينز بيليكانز
- فيلادلفيا سفنتي سيكسرز
- غلطة سراي لكرة السلة
- نادي بلد الوليد لكرة السلة
- ليتوفوس رايتس

## الميداليات
| الميدالية | المسابقة                         |
| --------- | -------------------------------- |
| ذهبية     | بطولة أمم أوروبا لكرة السلة 2003 |
| برونزية   | بطولة أمم أوروبا لكرة السلة 2007 |

## روابط خارجية
- داريوس سونجيلا على موقع الاتحاد الدولي لكرة السلة (الإنجليزية)
- داريوس سونجيلا على موقع الدوري الأوروبي لكرة السلة (الإنجليزية)
- داريوس سونجيلا على موقع إن بي أي (الإنجليزية)
- داريوس سونجيلا على موقع سبورتس رفرنس (الإنجليزية)
- داريوس سونجيلا على موقع الدوري الإسباني لكرة السلة (الإسبانية)
- داريوس سونجيلا على موقع كرة السلة الأوروبية.كوم (الإنجليزية)
- داريوس سونجيلا على موقع كلية كرة السلة في سبورتس رفرنس.كوم (الإنجليزية)
- داريوس سونجيلا على موقع ريلجم (الإنجليزية)
- داريوس سونجيلا على موقع بروبوليرز (الإنجليزية)
- داريوس سونجيلا على موقع سبورتس رفرنس (الإنجليزية)